# Ditavank'i
Ditavank'i är en bergskedja i Armenien.   Den ligger i provinsen Ararat, i den centrala delen av landet, 60 kilometer sydost om huvudstaden Jerevan.
Trakten runt Ditavank'i består i huvudsak av gräsmarker. Runt Ditavank'i är det ganska glesbefolkat, med 29 invånare per kvadratkilometer.